# 戴夫寇爾
戴夫寇爾股份有限公司（英語：DEVCORE）是一家總部位於臺灣臺北的「主動式攻擊型」資安公司，提供紅隊演練、滲透測試及資安顧問服務。創辦於2012年，為台灣首個提供「紅隊演練」服務的公司，服務客戶產業別包含政府、金融、電商、半導體、醫療。

## 主要服務
- 紅隊演練：在不影響企業營運之前提下，對企業進行模擬入侵攻擊，並在有限的時間內從各種進入點執行攻擊，嘗試達成企業指定的測試任務[9][10][11]。

- 滲透測試[12][13]：嘗試入侵企業網站、資訊系統、設備等軟硬體，找出各種潛在的漏洞，驗證企業的資料與設備是否可被竊取或破壞，並進行系統與硬體的安全評估[14][15][16]。

- 資安顧問服務[17][18]、教育訓練[19][20]

## 重要研究
- 2016 年，通報 Accellion File Transfer Appliance（FTA）弱點[21][22][23]。
- 2017 年，通報 GitHub Enterprise 遠程代碼執行弱點[24]。
- 2017 年，通報 Unix 開放原始碼軟體 Exim 含有已釋放記憶體（Use-After-Free，UAF）及阻斷服務（denial-of-service，簡稱DoS） 弱點[25][26][27]。
- 2018 年，通報 Exim 位於 base64 解碼函式的溢出漏洞[28][29][30]。
- 2019 年，通報帕羅奧圖網路產品 GlobalProtect 存在格式化字串（format string）弱點[31][32][33][33]。
- 2019 年，通報五個防特網產品 Fortigate SSL VPN 漏洞[31][34][35]。
- 2019 年，通報七個 Jenkins 持續整合工具的遠程代碼執行漏洞[36][37]。
- 2019 年，通報七個 Pulse Secure SSL VPN 漏洞[38][39]。
- 2019 年，通報五個中華電信數據機設置不當所產生的命令注入弱點[40]。
- 2020 年，透過 Bug Bounty Program 通報臉書 MobileIron 行動裝置管理（Mobile Device Management, MDM）上的遠端程式碼執行漏洞[41]。
- 2021 年，通報八個微軟 Exchange Server 漏洞，分為ProxyLogon、ProxyOracle、ProxyShell 三個主要攻擊鏈[42][43][44][45]。
- 2022 年，通報三個 Microsoft 網際網路資訊服務 （Internet Information Services；IIS）漏洞，包含CVE-2022-22040、CVE-2022-22025、CVE-2022-30209。[46][47][48][49]
- 2022 年，於 Pwn2Own 競賽揭露多個廠牌印表機的漏洞，包含CVE-2022-24673、CVE-2022-3942、CVE-2021-44734。[50][51][52]
- 2022 年，通報三個微軟 Windows Kernel 的漏洞，包含CVE-2022-38025、CVE-2022-38043、CVE-2022-34719。[53][54][55]
- 2022 年，通報四個 Linux Kernel 的 ksmbd 伺服器漏洞，包含 CVE-2023-1192、CVE-2023-1193、CVE-2023-1194、CVE-2023-1195。[56][57][58][59]
- 2023 年，通報 MikroTik 的路由器漏洞 CVE-2023-32154。[60]